# Mikroregion Třebíčsko
Mikroregion Třebíčsko sdružuje obce v centru okresu Třebíč.
Třebíčský mikroregion sdružuje celkem 9 členů (město Třebíč, městys Stařeč a 7 obcí). Sídlo se nachází na Městském úřadě v Třebíči. Celkem zabírá plochu 12 356 hektarů a žije zde 42 697 obyvatel (rok 2008).
V mikroregionu leží několik kulturních a přírodních památek a zajímavostí, např. památky UNESCO v Třebíči, kostel ve Starči a další.
V roce 2001 postupně byly oslovovány obce a docházelo k postupnému vyjednávání. Cílem mikroregionu mělo být snazší získávání peněz z evropských fondů. Například městys Vladislav se od počátku stavěl ke spojení s mikroregionem velmi chladně.

## Obce sdružené v Mikroregionu
- Čechočovice
- Kožichovice
- Krahulov
- Mastník
- Okřešice
- Stařeč
- Střítež
- Trnava
- Třebíč